# Rouvray-Sainte-Croix
Rouvray-Sainte-Croix là một xã trong tỉnh Loiret, vùng Centre-Val de Loire bắc trung bộ nước Pháp.